# Lampides daonides
Lampides daonides är en fjärilsart som beskrevs av Johannes Karl Max Röber 1897. Lampides daonides ingår i släktet Lampides och familjen juvelvingar. Inga underarter finns listade i Catalogue of Life.